# 道の駅むいかいち温泉
道の駅むいかいち温泉（みちのえき むいかいちおんせん）は、島根県鹿足郡吉賀町にある島根県道16号六日市錦線の道の駅である。

## 施設
- 駐車場
  - 普通車：127台
  - 大型車：2台
  - 身障者用：3台
- トイレ
  - 男性用：小4器、大2器
  - 女性用：3器
  - 身障者用:1器（オストメイト対応）
- 温泉交流施設「ゆらら」(6:30-22:00)
  - レストラン「ヴァンベールの森」
  - 宿泊施設
- 農産物等販売施設「やくろ」(8:30-17:30)
- 休憩コーナー
- 情報コーナー
- 公衆電話

## 休館日
- 毎月第2水曜日

## アクセス
- 島根県道16号六日市錦線 - 登録路線
  - 国道187号
- E2A中国道 六日市ICから

## 周辺
- 中国自動車道 六日市インターチェンジ